# 枫林路 (合肥)
枫林路，安徽省合肥市的一条半环状次干道。道路起自长江西路接皖山路，终于玉兰大道接海棠路，是唯一一条南北贯穿大蜀山国家森林公园的市政道路。沿路有合肥市公安局交警支队高新区大队、合肥市第六十二中学北校区、安徽公安职业学院等。